# Північно-Східна Англія
Півні́чно-Схі́дна А́нглія (англ. North East England) — регіон на півночі Англії. Включає чотири церемоніальних графства, а також кілька унітарних і муніципальних районів. Адміністративний центр — Ньюкасл-апон-Тайн.

## Географія
Регіон займає територію 8 592 км² (8-е місце серед регіонів), омивається на північному сході Північним морем, межує на півдні з регіоном Йоркшир і Гамбер, на південному заході з регіоном Північно-Західна Англія, на північному заході з Шотландією.

## Міські агломерації
У регіоні розташовані 3 великі міські агломерації з населенням понад 100 тисяч чоловік (за даними 2001 року, в порядку убування чисельності населення):
- Тайнсайд: 879996
- Тіссайд: 365323
- Сандерленд: 182974

## Демографія
На території Північно-Східної Англії за даними 2001 року проживає 2 515 442 осіб (9-е місце серед регіонів), при середній щільності населення 293 чол./км².

## Адміністративний поділ
Регіон включає в себе вісім політично незалежних одна від одної адміністративних одиниць — метропольне графство Тайн і Вір і сім унітарних одиниць (Дарем, Дарлінґтон, Мідлсбро, Нортумберленд, Редкар і Клівленд, Стоктон-он-Тіс і Гартлпул). Метропольні графства та унітарні одиниці включені в чотири церемоніальних графства (Дарем, Нортумберленд, Північний Йоркшир і Тайн і Віїр), для забезпечення ними церемоніальних функцій. Метропольне графство Тайн і Вір розділене на п'ять метропольних районів. Унітарні одиниці поділу на райони не мають.
До складу регіону входять такі графства та райони:
| Нортумберленд (церемоніальне графство, унітарна одиниця) - 1. Нортумберленд Тайн і Вір (церемоніальне графство, метропольне графство) - 2. Ньюкасл-апон-Тайн - 3. Гейтсгед - 4. Північний Тайнсайд - 5. Південний Тайнсайд - 6. Сандерленд |  | Дарем (церемоніальне графство) - 7. Дарем (унітарна одиниця) - 8. Дарлінґтон - 9. Стоктон-он-Тіс (район) (частина) - 10. Гартлпул (район) Північний Йоркшир† (церемоніальне графство) - 9. Стоктон-он-Тіс (район) (частина) - 11. Редкар и Кливленд (район) - 12. Мідлсбро |

† — церемоніальне графство Північний Йоркшир включає в себе також адміністративні одиниці з інших регіонів